# Wilhelm al II-lea, Prinț de Orania
Wilhelm al II-lea, Prinț de Orania (n. 27 mai 1626, Haga, Comitatul Olanda, Provinciile Unite – d. 6 noiembrie 1650, Haga, Comitatul Olanda, Provinciile Unite) a fost prinț suveran de Orania și stadhouder al Provinciilor Unite din 14 martie 1647 până la moartea sa, trei ani mai târziu.
Wilhelm  a fost fiul lui Frederic Henric, Prinț de Orania și a soției lui, Amalia de Solms-Braunfels. Wilhelm Taciturnul a fost succedat în poziția sa de stadhouder și de comandant al armatei de fiul său Maurits de Nassau care la rândul său a fost urmat de fratele său, Frederic Henric. 
La 2 mai 1641, Wilhelm  s-a căsătorit cu Mary Henrietta Stuart, Prințesă Regală, fiica cea mare a regelui Carol I al Angliei și a reginei Henrietta Maria la Palatul Whitehall din Londra.
1. ↑  RKDartists, accesat în 9 septembrie 2022